# Роккап'ємонте
Роккап'ємонте (італ. Roccapiemonte) — муніципалітет в Італії, у регіоні Кампанія,  провінція Салерно.
Роккап'ємонте розташований на відстані близько 230 км на південний схід від Рима, 39 км на схід від Неаполя, 11 км на північний захід від Салерно.
Населення — 9101 особа (2014).
Щорічний фестиваль відбувається 24 червня. Покровитель — святий Іван Хреститель.

## Демографія
Населення за роками:

Станом на 1 січня 2023 року в муніципалітеті офіційно проживало 148 іноземців з 34 країн, серед них 51 громадянин країн Євросоюзу та 39 громадян України.

## Сусідні муніципалітети
- Кастель-Сан-Джорджо
- Кава-де'-Тіррені
- Меркато-Сан-Северино
- Ночера-Інферіоре
- Ночера-Суперіоре